# Magus (Tecnarchia)
Magus è un personaggi dei fumetti della Marvel Comics, creato da Chris Claremont e Bill Sienkiewicz e apparso per la prima volta nella serie New Mutants (prima serie) n. 18. È un patriarca tecno-organico di una civiltà extraterrestre, e non va confuso con il personaggio di Jim Starlin. Il personaggio, insieme al figlio Warlock, va inteso come un omaggio ai personaggi di Jim Starlin: il Magus originale e Adam Warlock.

## Altre versioni
Una versione del Magus si trova nel futuro alternativo del Marvel 2099. Lì, lui e la sua razza minacciano gli ultimi avamposti di una Terra alluvionata. Lo stesso Magus combatte contro il Dottor Destino e l'Uomo Ragno dell'epoca.